# 헌법을 생각하는 변호사 모임
헌법을 생각하는 변호사 모임(憲法을 생각하는 辯護士 모임, Constitutional Law Advocates, 약칭 헌변)은 대한민국의 변호사 단체이다. 보수주의 성향의 변호사들을 중심으로 1998년 4월 22일에 설립하였다. 헌법정신의 수호를 기치로 삼아 자유민주적 기본 질서를 지키기 위한 연구, 저술 활동 및 사회 운동을 하고 있다. 약 200여명의 변호사가 참여하고 있으며 회장은 구상진 변호사이다.

## 창립 개요
1997년 한국논단이 주최한 대선 후보 사상 검증 토론회의 내용이 문제가 되어 김대중에게 고소를 당하게 되자 오제도, 정기승 변호사를 중심으로 무료 변호인단이 꾸려졌는데 이것이 훗날 헌변의 모태가 된다. 초대 회장은 정기승 전 대법관이 맡았으며 2008년 임광규 2대 회장이 2010년 이종순 3대 회장이 이끌고 있다. 국가 보안법 폐지 반대 및 북핵 반대 등 보수 법조계의 목소리를 대변하고 있다.

## 활동
2001년 언론 기관 임직원들을 상대로 한 계좌 추적에 대한 적법성 여부에 대해 정보 공개를 신청했다.
2003년 공정거래위원회가 일종의 가이드라인에 불과한 신문 고시로 신문 산업에 개입·간섭하려는 것은 국민의 알 권리를 중대하게 침해하는 것으로 위헌의 소지가 크다”며 헌법 소송을 냈다.
2003년 김대중 대통령을 국가보안법 위반(이적 행위)으로 고소했다.
2004년 노무현 대통령 탄핵 소추안의 소추위원으로 헌변 소속 변호사들이 상당수 참여했다. 김기춘 소추 위원장과 함께 정기승, 임광규, 이진우 변호사 등이 이 역할을 맡았다.
2006년 이용훈 대법원장이 사법 독립과 헌법을 훼손했다며 자진 사퇴를 촉구했다.

## 같이 보기
- 민주사회를 위한 변호사모임
- 희망을만드는법
- 시민과 함께하는 변호사들
- 한반도 인권과 통일을 위한 변호사모임